# ブラバム・BT55
ブラバム・BT55 (Brabham BT55) は、ブラバムが1986年のF1世界選手権に投入したフォーミュラ1カー。デザイナーのゴードン・マレーが長年在籍したブラバムで最後に設計したマシンである。最高成績は6位。

## 概要
フラットボトム規定以後のF1マシンは、ターボエンジンの強大なパワーを路面に伝えるため、大きなリアウィングを装着してダウンフォースを獲得する手法を用いていた。リアウィングにクリーンな気流を当てるためには、前方にエンジンカウルなどの遮蔽物が無い方が望ましかった。また、車体の前面投影面積を減らすことは、トップスピードと燃費性能の向上につながった。
BT55の開発にあたり、設計者のマレーは徹底して車体の全高を低くするコンセプトを打ち出した。シャーシサイドはドライバーの肩が露出するほど異様に低く、ステアリングはフロントタイヤの高さよりも下にあり、ドライバーは寝そべるような格好で搭乗した。直列4気筒エンジンはV型エンジンに比べると全高が高くなってしまうので、BMWが左に72度傾いたM12/13/1エンジンを開発した。クランクシャフトが車体中央線からずれるため、ワイズマンが専用7速ギヤボックスを開発した。コクピット後方の燃料タンクも横長になったので、ホイールベースが延長された。BT55の平たい特異なフォルムは「フラットフィッシュ（ヒラメ）」「ローライン」「スケートボード」などと呼ばれた。ちなみにシャシー設計の大半は前年型のBT54を受け継いでいるが、大きな変更点としてブラバムでは初のフルカーボンシャシーとなった点が挙げられる。
マレーは本マシンの狙いについて「重心高を下げることが主眼ではなかった」「重要なのはリヤウイングがクリーンな気流のなかにあって、空力効率が驚くほど高かったことだ」と語り、「私はどうにかしてあのエアボックスをなくすしかないと決心した」として、エンジンを傾けて搭載する決断に至ったことを明らかにしている。マレーは過去にインディ500用マシンのデザインで、オッフェンハウザー・エンジン（古いロードスターのフロントに大きく傾けて搭載されていた）をミッドシップに搭載した経験があったため、BMWでも同じことができるのではないかと考え、ヴァイズマンに声をかけたという。
しかし、新開発のギヤボックスは信頼性に乏しく、エンジンもコーナリング時のGで潤滑に問題が発生するなど熟成不足によるトラブルが多発した。さらに、5月のポール・リカールテストでエリオ・デ・アンジェリスのマシンがクラッシュ・炎上し、デ・アンジェリスが死亡するという悪夢にも見舞われた。あまりの不調に第9戦イギリスGPでは、前年型のBT54が投入されるなどシーズンを通して不振に終わり、僅か2ポイントの獲得に終わった。マレーは本マシンのトラブルについて「一番の問題はやはりエンジンのスカベンジングで、シリンダーヘッドへ行ったオイルをうまく回収できなかったこと」と語り、「私はもっと早く気づくべきだったんだ。エンジンを横に寝かせるなら、シリンダーヘッドからオイルを戻すために専用のポートドレンが必要だということにね。インディカーのオッフェンハウザー・エンジンには、もちろんそれがあったのだから」と後悔の念を明らかにしている。
また、BT55でサスペンション等の設計を担当したデビッド・ノースは、リアエンドのシャシー剛性が不足していたことを指摘。ノースは「ギアボックスケーシングの後端にしか、スプリングやダンパーを取り付けられる場所がなかったが、そのため全ての荷重がケーシング後端から前端へと伝達されることになる」「ウィッシュボーンアームも左右非対称だった」と語っている。他にノースは「フラットボトム化によってマシンの空力は完全に変わってしまい、その後私達は開発の方向性を見失った」とも語り、空力面でも問題があったとしている。
BT55は、当時のF1マシンとしてはホイールベースが非常に長かったことにより、コーナーリングでのマシンの回頭性にも問題を抱えていたという。このためマレーが夏休みで不在にしている間に、バーニー・エクレストンの指示で急遽マシンを約20cm切り詰めたショートホイールベース仕様車が作られ、テストに使用された。テストでは明らかに性能が向上していることが確認されたが、燃料タンク部分を切り詰めたためタンク容量が低下し、レースで完走できるだけの燃料を積むことができないため、レースでは使用できなかった。
マレーは'86シーズン終盤のインタビューで、「BT55の開発にGOサインが出たのは1985年の3月だ。エンジンを大きく傾けて載せ、クランクシャフトの位置も大きくズレるのでミッションの配置もじっくり考えた。そしてドライバーのポジションも問題だったが、うまい妥協点を見つけるために10数個のデザインモデルをつくり直して最高の妥協点が見つかったんだが・・・そこでNo.1ドライバーのネルソン・ピケがウィリアムズに移籍することになった。BT55はピケの身体に合わせて作ったんだよ。それからピケより身長の大きいパトレーゼとエリオ（デ・アンジェリス）の体格に合わせたデザインを再検討し始めたのが1985年の8月だ。遅すぎたよ。新しいコンセプトのマシンだから早く完成させてテスト走行をガンガンしたかったが、それが出来なかった。85年から開発テストをして問題を洗い出してから投入したかった。」と述べていたが、後年には「短時間で多くをやろうとし過ぎた」とも回想している。マレーは1987年からマクラーレンに移籍することになるが、BT55のコンセプトの正しさは2年後のマクラーレン・MP4/4で証明されたと述べ、「88年のマクラーレン (MP4/4) はマールボロの皮を被ったBT55だ」と表現している。MP4/4に搭載された3軸ギアボックスもマレーがワイズマンに開発させたものだった。

## スペック

### シャーシ
- シャーシ名 BT55
- シャーシ材質 カーボンファイバー
- ホイール モモ
- タイヤ ピレリ
- ギヤボックス ワイスマン

### エンジン
- エンジン名 BMW M12/13
- 気筒数 直列4気筒ターボ
- 燃料 カストロール
- 潤滑油 カストロール

## 記録
- ドライバーズランキング17位：リカルド・パトレーゼ（予選最高位4位1回 決勝最高位6位2回）
- ドライバーズランキング-位：エリオ・デ・アンジェリス（予選最高位14位1回 決勝最高位8位）（第4戦まで）
- ドライバーズランキング-位：デレック・ワーウィック（予選最高位7位1回 決勝最高位7位）（第6戦以降）

| 年   | 型   | タイヤ | No. | ドライバー       | 1   | 2   | 3   | 4   | 5   | 6   | 7   | 8   | 9   | 10  | 11  | 12  | 13  | 14  | 15  | 16  | ポイント | ランキング |
| 年   | 型   | タイヤ | No. | ドライバー       | BRA | ESP | SMR | MON | BEL | CAN | DET | FRA | GBR | GER | HUN | AUT | ITA | POR | MEX | AUS | ポイント | ランキング |
| ---- | ---- | ------ | --- | ---------------- | --- | --- | --- | --- | --- | --- | --- | --- | --- | --- | --- | --- | --- | --- | --- | --- | -------- | ---------- |
| 1986 | BT55 | P      | 7   | パトレーゼ       | Ret | Ret | 6   | Ret | 8   | Ret | 6   | 7   | *   | Ret | Ret | Ret | Ret | Ret | 13  | Ret | 2        | 9位        |
| 1986 | BT55 | P      | 8   | デ・アンジェリス | 8   | Ret | Ret | Ret |     |     |     |     |     |     |     |     |     |     |     |     | 2        | 9位        |
| 1986 | BT55 | P      | 8   | ワーウィック     |     |     |     |     |     | Ret | 10  | 9   | 8   | 7   | Ret | DNS | Ret | Ret | Ret | Ret | 2        | 9位        |

- イギリスグランプリでは、パトレーゼのみ前年型のBT54を使用した。